# Songs of Faith and Devotion
Songs of Faith and Devotion è l'ottavo album in studio del gruppo musicale i Depeche Mode, pubblicato il 22 marzo 1993 nel Regno Unito dalla Mute Records e il giorno dopo negli Stati Uniti d'America e Canada dalla Sire.

## Descrizione
Si tratta della prima pubblicazione del gruppo a presentare sonorità spiccatamente rock, con ampio uso di chitarra, basso e batteria, pur mantenendo l'uso dell'elettronica e una pesante rielaborazione dei suoni. L'album è anche l'ultimo inciso con Alan Wilder, che abbandonerà la formazione nel 1995.

## Promozione
Per promuovere l'album, il gruppo intraprese il Devotional Tour, partito il 19 maggio 1993 dall'Espace Foire di Lilla, e conclusosi il 20 dicembre dello stesso anno alla Wembley Arena di Londra, e l'Exotic Tour, partito il 9 febbraio 1994 dalla Standard Bank Arena di Johannesburg, e conclusosi l'8 luglio dello stesso anno al Deer Creek Music Center di Indianapolis. Da tre delle date delle tournée è stato successivamente tratto l'album dal vivo Songs of Faith and Devotion Live, uscito verso la fine del 1993.

## Tracce
Testi e musiche di Martin L. Gore.
1. I Feel You – 4:36
2. Walking in My Shoes – 5:26
3. Condemnation – 3:29
4. Mercy in You – 4:21
5. Judas – 5:13
6. In Your Room – 6:23
7. Get Right with Me – 3:52 – contiene la traccia fantasma Interlude#4
8. Rush – 4:41
9. One Caress – 3:34
10. Higher Love – 5:56

DVD bonus nella riedizione del 2006
- A Short Film

1. Depeche Mode: 1991-94 (We Were Going to Live Together, Record Together and It Was Going to Be Wonderful) – 36:01

- Songs of Faith and Devotion in 5.1 and Stereo

1. I Feel You – 4:36
2. Walking in My Shoes – 5:25
3. Condemnation – 3:23
4. Mercy in You – 4:13
5. Judas – 5:14
6. In Your Room – 6:22
7. Get Right with Me – 3:52
8. Rush – 4:40
9. One Caress – 3:33
10. Higher Love – 5:52

- Additional Tracks

1. My Joy – 4:01
2. Condemnation (Paris Mix) – 3:23
3. Death's Door (Jazz Mix) – 6:40
4. In Your Room (Zephyr Mix) – 4:51
5. I Feel You (Life's Too Short Mix) – 8:36
6. Walking in My Shoes (Grungy Gonads Mix) – 6:25
7. My Joy (Slowslide Mix) – 5:12
8. In Your Room (Apex Mix) – 6:48

## Formazione
Hanno partecipato alle registrazioni, secondo le note di copertina:
Gruppo
- Andrew Fletcher – strumentazione, voce
- Dave Gahan – strumentazione, voce principale
- Martin Gore – strumentazione, voce, voce principale (tracce 5 e 9)
- Alan Wilder – sintetizzatore, voce

Altri musicisti
- Steáfán Hanningan – uilleann pipes (traccia 5)
- Coro non accreditato – coro (traccia 5)[13]
- Bazil Meade – voce aggiuntiva (traccia 7)
- Hildia Campbell – voce aggiuntiva (traccia 7)
- Samantha Smith – voce aggiuntiva (traccia 7)
- Will Malone – arrangiamento e direzione strumenti ad arco (traccia 9)

Produzione
- Depeche Mode – produzione, missaggio
- Flood – produzione, missaggio
- Mark Stent – missaggio
- Steve Lyon – ingegneria del suono
- Chris Dickie – ingegneria del suono
- Paul Kendall – ingegneria del suono
- Jeremy Wheatley – assistenza tecnica
- Mark Einstmann – assistenza tecnica
- Shaun de Feo – assistenza tecnica
- Volke Schneider – assistenza tecnica
- Kevin Metcalfe – mastering
- Daryl Bamonte – coordinazione
- Anton Corbijn – grafica, direzione artistica, copertina
- Area – copertina

## Classifiche

### Classifiche settimanali
| Classifica (1993) | Posizione massima |
| ----------------- | ----------------- |
| Australia         | 14                |
| Austria           | 1                 |
| Canada            | 5                 |
| Finlandia         | 1                 |
| Francia           | 1                 |
| Germania          | 1                 |
| Italia            | 6                 |
| Norvegia          | 16                |
| Nuova Zelanda     | 31                |
| Paesi Bassi       | 18                |
| Regno Unito       | 1                 |
| Spagna            | 2                 |
| Stati Uniti       | 1                 |
| Svezia            | 2                 |
| Svizzera          | 1                 |

### Classifiche di fine anno
| Classifica (1993) | Posizione |
| ----------------- | --------- |
| Austria           | 21        |
| Canada            | 34        |
| Francia           | 15        |
| Germania          | 19        |
| Italia            | 28        |
| Regno Unito       | 79        |
| Spagna            | 42        |
| Stati Uniti       | 89        |

## Riconoscimenti
- Rolling Stone Germany – The 500 Best Albums of All Time (337º posto)
- Q – Best British Albums (36º posto)